# Sigyn
Sigyn – w mitologii nordyckiej była żoną boga kłamstw, ognia i śmierci, Lokiego. Urodziła mu dwóch synów o imionach Narvi (Narfe) i Váli. Wedle niektórych źródeł jej imię oznacza "Dawczyni Zwycięstw".
Odkąd Loki został przykuty do skały za zamordowanie Baldura, Sigyn chroni go przed jadem węża, który kapie na twarz nieszczęśnika. Ukochana trzyma misę nad jego głową. Gdy misa się napełnia, a Sigyn wylewa jej zawartość, kropla jadu kapie na twarz jej męża. Wierzono, że gdy owa kropla jadu pada na Lokiego, wywołuje drgawki, które miały być powodem trzęsień ziemi. Nigdy nie zawiodła swojego męża i trwa przy nim do samego Ragnaroku.